# 可児市陶芸苑
可児市陶芸苑（かにしとうげいえん）は、岐阜県可児市にある施設。

## 概要
市民への陶芸の普及、文化振興、社会教育を目的として施設である。
市制5周年記念事業の一環として1986年（昭和61年）11月開館。
ろくろや電気式窯が設置されており、陶芸の体験が可能。可児市が開催する各種陶芸講座や、市民陶芸サークルへの作陶指導を行っている。
収蔵庫には美濃桃山陶（桃山時代に作陶された志野、織部、黄瀬戸、瀬戸黒）の陶片資料が保管されている。

## 施設概要
1階
- 学習室
- 乾燥室
- 焼成室
- 泳庵 - 茶室

2階
- 収蔵庫

## 利用案内
- 所在地：岐阜県可児市久々利1644-1
- 開館時間：9:00 - 16:30[4]
- 休館日：月曜日（月曜日が祝日の場合は開館）、祝日の翌日（その日が土日曜日、休日の場合は開館）、年末年始（12月26日 - 1月5日）[4]

## 交通アクセス

### 公共交通機関
- JR太多線可児駅よりタクシーで約15分。
- 名鉄広見線新可児駅よりタクシーで約15分。
  - 可児駅、新可児駅からは羽崎・二野・久々利地区「電話で予約バス」が利用可能だが、事前予約制である。
- 名鉄広見線明智駅よりKバス光秀桃山陶線「可児郷土歴史館」バス停下車（土日曜日・祝日・振替休日運行）

### 自動車
- 東海環状自動車道可児御嵩ICから約3 km。

## 周辺施設
- 可児郷土歴史館 ※隣接
- 可児市役所久々利連絡所
- 久々利保育園
- 木曽古文書歴史館
- 東禅寺
- 友円寺